# Triodopsis vannostrandi
Triodopsis vannostrandi är en snäckart som först beskrevs av Bland 1875.  Triodopsis vannostrandi ingår i släktet Triodopsis och familjen Polygyridae. Inga underarter finns listade i Catalogue of Life.